# Jacques Mieses
Jacques Mieses né Jacob Mieses (27 février 1865 à Leipzig, Allemagne - 23 février 1954 à Londres) est un joueur d'échecs allemand puis britannique. En 1950, la fédération internationale lui décerna le titre de grand maître international des échecs.

## Biographie
En 1938, pour échapper aux exactions nazies, Jacques Mieses alors septuagénaire s'installa au Royaume-Uni après la Nuit de cristal allemande, avec seulement 15 Reichsmarks en poche, et obtient dans les années 1940 la nationalité britannique. Jusqu'à un âge avancé, il joue activement et gagne parfois aux échecs.
Mieses mourut en 1954.

## Carrière aux échecs

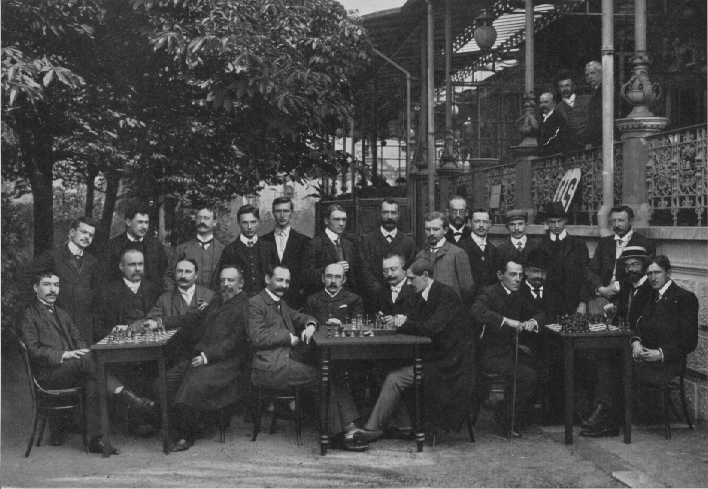
Tournoi d'échecs de Karlsbad de 1907 : (assis) Rubinstein, Marco, Fähndrich, Tschigorin, Schlechter, Hofter, Tietz, Maróczy, Janowski, Dr. Neustadtl, Drobny, Marshall, (debout) Niemzowitsch, Wolf, Mieses, Cohn, Johner, Leonhardt, Salwe, Vidmar, Berger, Spielmann, Dus-Chotimirski, Tartakower, Olland.

En 1885, Mieses est battu par Marcus Kann en seulement vingt-quatre coups, dans une partie théorisée par Horatio Caro en 1886 comme défense Caro-Kann.
En 1950, à la création du titre de grand maître international, Mieses faisait partie du premier groupe de joueurs à qui ce titre a été décerné. Il devint ainsi le premier grand maître international britannique (le premier grand maître britannique né en Grande-Bretagne est Tony Miles né en 1955 un an après la mort de Mieses). Il détient un record de longévité en compétition avec une carrière s'étendant de 1888 à 1948.
Jacques Mieses a souvent mené de brillantes attaques lors de ses parties. Préférant l'esthétique à l'utilité, il n'a jamais atteint un niveau de performance suffisamment élevé pour défier le champion du monde. Il remporta de nombreux prix de beauté pour ses parties (notamment contre Janowski à Paris en 1900, contre Perlis à Ostende en 1907 et contre Schlechter à Vienne en 1908) subissant tout autant de défaites. Son principal succès fut la victoire lors du premier mémorial Trebitsch à Vienne en 1907, tournoi qu'il remporta avec 10,5 points sur 13 et 1,5 point d'avance, devant Duras, Maroczy, Tartakover, Vidmar, Schlechter et Spielmann.
Il a organisé le tournoi des maîtres de Saint-Sébastien en 1911 et insisté pour que les dépenses de tous les maîtres soient payées intégralement. Il s'agissait du premier tournoi international de José Raúl Capablanca, qui a surpris tout le monde en obtenant la première place. Il a également été arbitre dans de nombreux tournois.

## Contributions à la théorie des ouvertures
Mieses a aussi rédigé plus de 40 livres en langue allemande consacrés aux échecs dont plusieurs comptes-rendus de tournois. Son style froid contrastait nettement avec sa personnalité pleine d'esprit. Il édita le supplément à la huitième édition du Handbuch des Schachspiels, l'ouvrage de référence sur les ouvertures.
Mieses a donné son nom à une ouverture du jeu d'échecs qui commence par 1. d3 : l'ouverture Mieses.

## Parties remarquables
- Jacques Mieses c. Frank Marshall à Monte Carlo, 1903, 1-0
- Arturo Reggio c. Jacques Mieses à Monte Carlo, 1903, 0-1

## Source
(en) David Hooper et Kenneth Whyld, The Oxford Companion To Chess, 1996, Oxford University.  (ISBN 0-19-280049-3)